# Titin

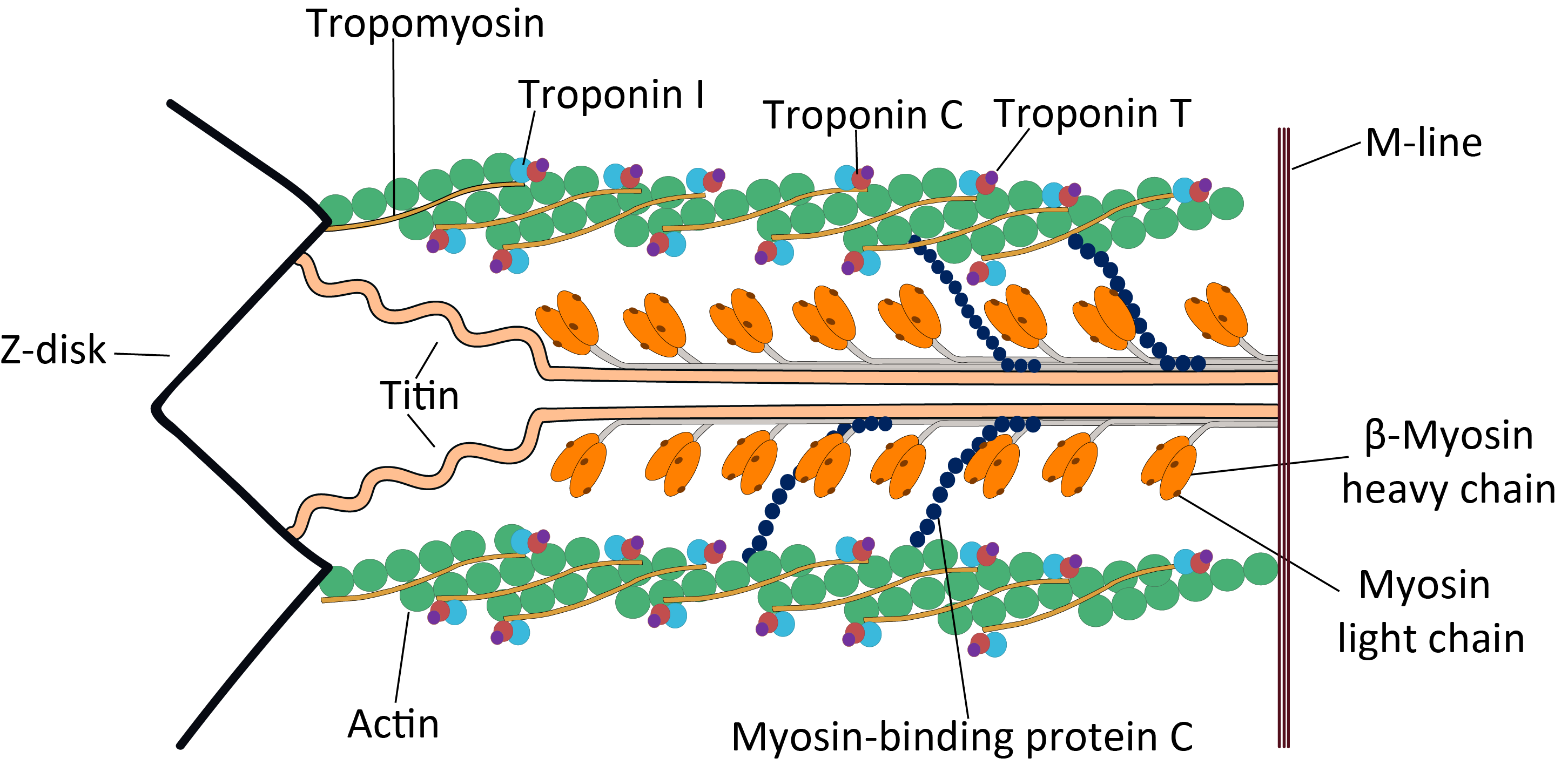
Szívszarkomer szerkezete, melynek része a titin

A titin (a titan protein szavakból szóösszevonással; más néven konnektin) az emberekben a TTN gén által kódolt fehérje. A titin óriási, 1 µm-nél is hosszabb fehérje, amely rugóként funkcionál, amely az izomszövet passzív rugalmasságáért felel. 244 különálló fehérjedoménből áll, melyeket szerkezet nélküli peptidsorozatok kapcsolnak össze. E domének denaturálódnak, ha a fehérje megnyúlik, és visszanyerik szerkezetüket, ha visszaáll korábbi állapotára.
A titin fontos a harántcsíkolt izomszövet összehúzódásában. Ez köti össze a szarkomer Z-lemezét az M-szakasszal. A fehérje részt vesz a Z-lemezben az erőátvitelben és az I-szakasz nyugalmi feszültségének biztosításában. Korlátozza a szarkomer mozgástartományát feszülés esetén, ezzel részt vesz az izom passzív feszességében. A titin szekvenciájának eltérése a különböző harántcsíkoltizomszövet-típusokban (szív- vagy vázizom) összefügghet ezen izmok mechanikai tulajdonságaival.
A titin a harmadik legnagyobb mennyiségben előforduló fehérje a miozin és aktin után: egy felnőtt körülbelül 0,5 kg titint tartalmaz. Izoformától függően 27-35 ezer aminosavból álló szerkezetével a titin a legnagyobb ismert fehérje. Továbbá a titint kódoló gén tartalmazza a legtöbb exont (363), amit valaha felfedeztek egyetlen génben, továbbá itt van a legnagyobb exon (17 106 bp).

## Felfedezése
1954-ben Natori Reidzsi feltételezte, hogy az izomszövetben van egy rugalmas szerkezet, mely a nyugalmi állapotba való visszatérést szolgálja, amikor az izmokra ható erő megszűnik. 1977-ben Koscak Maruyama és társai izoláltak egy rugalmas fehérjét izomszövetből, melyet konnektinnek neveztek. Két évvel később Kuan Wang és társai duplett sávot azonosítottak az elektroforézishez használt gélen, mely nagy molekulatömegű, rugalmas fehérjére utal. Ezt titinnek nevezték el.
1990-ben Siegfried Labeit izolálta at titin részleges cDNS-klónját. Öt évvel később Labeit és Bernhard Kolmerer meghatározta a humán szívtitin cDNS-szekvenciáját. 2001-ben Labeit és társai meghatározták a humán titingén teljes szekvenciáját.

## Genetika
A humán titint kódoló gén a 2-es kromoszóma hosszú karján található, és 363 exont tartalmaz, melyek együtt 38 138 aminosavat kódolnak (4200 kDa). A génben nagy számú PEVK-ban (prolin–glutamát–valin–lizin) gazdag szerkezeti részletet, 84–99 nukleotidot tartalmazó exont találtak, melyek konzervált 28–33 aminosavat tartalmazó részleteket kódolnak, melyek a titin PEVK rugójának szerkezeti egységeit kódolják. A PEVK részletek száma az evolúció során nőhetett, feltehetően módosítva a genomnak a titin tulajdonságaiért felelős régióit.

## Izoformák
Számos titinizoforma termelődik a különböző harántcsíkolt izomszövetekben az alternatív splicing révén. Egy kivétellel mindegyik 27–36 ezer aminosavból áll. A kivétel az 5604 aminosavas kis szív-novex-3 izoforma. Az alábbi táblázatban az ismert titinizoformák szerepelnek:
| Izoforma  | Más néven/Leírás       | Hossz  | Molekulatömeg |
| --------- | ---------------------- | ------ | ------------- |
| Q8WZ42-1  | „Kanonikus” szekvencia | 34 350 | 3 816 030     |
| Q8WZ42-2  |                        | 34 258 | 3 805 708     |
| Q8WZ42-3  | Kis szív-N2-B          | 26 926 | 2 992 939     |
| Q8WZ42-4  | Soleus                 | 33 445 | 3 716 027     |
| Q8WZ42-5  |                        | 32 900 | 3 653 085     |
| Q8WZ42-6  | Kis szív-novex-3       | 5 604  | 631 567       |
| Q8WZ42-7  | Szív-novex-2           | 33 615 | 3 734 648     |
| Q8WZ42-8  | Szív-novex-1           | 34 475 | 3 829 846     |
| Q8WZ42-9  |                        | 27 118 | 3 013 957     |
| Q8WZ42-10 |                        | 27 051 | 3 006 755     |
| Q8WZ42-11 |                        | 33 423 | 3 713 600     |
| Q8WZ42-12 |                        | 35 991 | 3 994 625     |
| Q8WZ42-13 |                        | 34 484 | 3 831 069     |

## Szerkezet
A titin a legnagyobb ismert fehérje, a humán változata 34 350 aminosavból áll, Az érett „kanonikus” izoforma tömege körülbelül 3 816 030,05 Da. Az egérhomológ még nagyobb 35 213 aminosavval és 3 906 487,6 Da-os tömeggel. Elméleti izoelektromos pontja 6,02. A fehérje tapasztalati képlete C169 719H270 466N45 688O52 238S911. Elméleti instabilitási mutatója (II) 42,38, eszerint a fehérje instabil. In vivo felezési ideje becslések szerint körülbelül 30 h (emlősök retikulocitáiban).

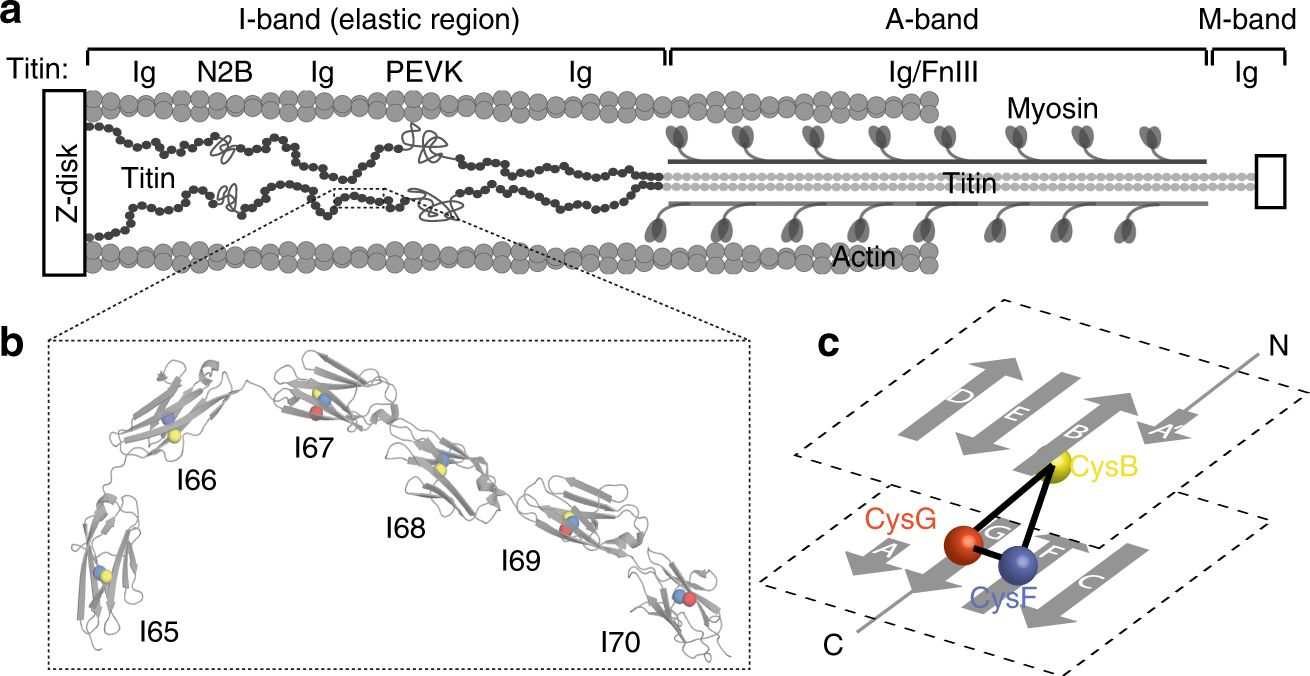
Titin Ig-domének. a) Szarkomerrészlet sematikus ábrája. b) Ig-domének szerkezete. c) Ig-domének topológiája.

A titin a vastag miozinszál és a Z-lemez között található. A titin elsősorban két modultípus – más néven fehérjedomének – sorozatából áll (összesen 244-ből): I-es típusú fibronektin III-doménből (132) és II-es típusú immunglobulin-doménből (112). Azonban e domének pontos száma eltér az egyes fajok közt. E sorozat tovább osztható két régióra:
- N-terminális I-sáv: a molekula rugalmas része, és nagyrészt II-es típusú modulokból áll. Ezenkívül az I-sáv két tandem II-es típusú immunglobulindomént tartalmaz a PEVK-régió oldalain.[21]
- C-terminális A-sáv: feltehetően fehérjeszabályzó, felváltva áll I-es (Fn3) és II-es típusú (Ig) részekből szuperismétlődő szakaszokkal. Ezekről kimutatták, hogy a vastag miozinrostok 43 nm-es axiális ismétlődéseinek felelnek meg; a miozinvégeknek felelnek meg az immunglobulindomének.[22]

A C-terminális rész is tartalmaz szerinkinázdomént, mely az izom adaptálását szolgálja a mechanikai feszültségre. „Nyúlásérzékeny”, és segít a szarkomer túlnyúlásának javításában. Az N-terminus (a Z-lemezbeli vég) is tartalmaz Z-ismétlődést, mely az aktinin-α-2-t ismeri fel.

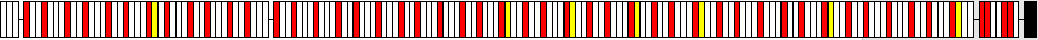
A titin A-sávjának fehérjedoménjei. Fehér: Fn3-domének, vörös: Ig-domének, sárga: AVNKYG részsorozatot tartalmazó Fn3-domének, fekete: fehérjekináz-domén.

A PEVK-régió rugalmasságához az entrópia és entalpia is hozzájárul, és sajátos polimer-perzisztenciahossza és Young-modulusa van. Kis vagy közepes nyúlásnál a PEVK rugalmassága az entropikus rugalmasság féregszerűlánc-modelljével (WLC) modellezhető. Nagy nyúlás esetén entalpikus rugalmassággal módosított WLC-modellel modellezhető a rugalmasság. A kis és nagy nyúlás esetén létező rugalmasság különbségének okai az elektrosztatikus feszülés és a hidrofób hatások.
A PEVK és Ig részek közt vannak az N2A domének.

## Fejlődése
A titindomének közös ősből fejlődtek ki számos génduplikációs eseményen keresztül. A doménduplikációt megkönnyítette, hogy a legtöbb domént egyetlen exon kódolja. További, Fn3/Ig-ismétlődések kódolta nagy szarkomerfehérjék például az obszkurin és a miomezin. Az evolúció során a titin mechanikai erőssége csökkent a diszulfidkötések elvesztésével, ahogy a szervezet egyre nehezebb lett.
Az A-sávbeli titinnek vannak a gerinctelenekben homológjai, például a tvicsin (unc-22) és a projektin, melyek szintén Ig-, FNIII-ismétlődéseket és proteinkináz-domént tartalmaznak. A génduplikációk függetlenül következtek be, de egyazon ősi Ig és FNIII doménből eredtek. Feltehetően a titin vált ki először e családból. A Drosophila-projektin, hivatalos nevén bent (bt) egyes mutációit a petéből való sikertelen távozás okozta letalitással és a szárnyszögek domináns változásaival is társították.
A Drosophila-titin, más néven kettin vagy sallimus (sls) kinázmentes. Az izmok és a kromoszómák rugalmasságában is szerepet játszik. Homológ a gerinces titin I-sávjával és tartalmaz Ig PEVK-doméneket, a sok ismétlődés a splicing fontos célpontja. Van ezenkívül a C. elegansban is titinhomológ, ez a ttn-1. Kinázdoménnel, néhány Ig/Fn3-ismétlődéssel, valamint hasonlóan rugalmas PEVK-ismétlődésekkel rendelkezik.

## Funkciója

Izomkontrakció csúszórost-modellje (a titin jobboldalt fent található).

A titin nagy és a harántcsíkolt izmokban nagy mennyiségben jelen lévő fehérje. Elsődleges funkciói a vastag izomrost stabilizálása, a vékony rostok közti helyzetének megőrzése, a szarkomer túlnyúlásának megakadályozása és annak visszahúzása az azt megnyújtó hatás megszűnte után. A szarkomer Z- és M-szakaszához rendre egy Z- és egy M-szakaszbeli régió kapcsolódik, így egy titinmolekula a szarkomer hosszának felét teszi ki. A titin ezenkívül izomasszociált fehérjék kötőhelyeit is tartalmazza, így az izomsejtek kontraktilis szerkezetének adhéziós templátjaként is funkciónál. Továbbá kromoszómák szerkezeti fehérjéjeként is azonosították. A titin I-sávhoz, valamint az M- és Z-lemezhez tartozó régiói is jelentős változékonyságot mutatnak. Az I-sávhoz tartozó régió változékonysága a különböző titinizoformák eltérő rugalmasságában működik közre, ami az eltérő izomtípusok eltérő rugalmasságát okozza. A számos azonosított titinváltozat közül öt ismert teljes transzkripciós információval.
Egy domináns TTN-mutáció sérvhajlamot okoz.
A titin számos szarkomerfehérjével kapcsolatba lép, például:
- Z-lemez: teletoninnal és α-aktininnal
- I-sáv: kalpain-3 és obszkurin
- M-szakasz: miozinkötő protein C, kalmodulin-1, CAPN3 és MURF1

## Klinikai jelentősége
E különösen hosszú génben végbemenő mutációk idő előtti stop kodonokat vagy más hibákat okozhatnak. A titin mutációit összefüggésbe hozták a korai légzési elégtelenséggel járó örökletes miopátiával, szívizomelhalással járó korai miopátiával, szívbetegséggel járó központi miopátiával, centronuclearis miopátiával, 2J típusú végtag–függesztőövi izomdisztrófiával, 9-es típusú familialis dilatatív kardiomiopátiával, hipertrófiás kardiomiopátiával és tibialis izomdisztrófiával. További kutatások szerint nem zárható ki egyetlen genetikai okú disztrófia okai közül se a TTN gén mutációja. A dilatatív kardiomiopátiát okozó rövidítő mutációk nagyrészt az A régióban találhatók, azonban a felső I régió mutációi is akadályozhatják az A régió teljes transzlációját, és az alternatív splicing készíthet olyan transzkriptumokat, melyekben nincs jelen az idő előtti stop kodon, javítva a hatását. A mRNS-splicing-faktorok, például az RBM20 és a SLM2 (KHDRBS3) pedig közvetíthetik az alternatív mRNS-splicingot, mely a szívizomelhalások okozta szívelégtelenségekhez vezethet.
Titinnel szemben keletkeznek autoantitestek myasthenia gravis esetén.

## Kölcsönhatások
A titinről kimutatták, hogy az alábbi fehérjékkel lép kölcsönhatásba:
- ANK1,[53]
- ANKRD1,[54]
- ANKRD23[54]
- CAPN3,[55][56]
- FHL2,[57]
- OBSCN,[58]
- TCAP,[23][59][60][61]
- TRIM63.[62]

## Nyelvészeti jelentősége
A titin elnevezés a görög titán (óriási isten, nagy méretű dolog) nevéből származik.
Mivel a titin a legnagyobb ismert fehérje, kémiai neve közülük a leghosszabb. A humán kanonikus forma teljes angol kémiai neve, melynek eleje „methionyl…”, vége „…isoleucine”, 189 819 betűs, és néha ezt nevezik a leghosszabb angol szónak, vagy akár a leghosszabb szónak bármely nyelvből. Azonban a lexikográfusok a vegyületek kémiai neveit „verbális képleteknek” tekintik, nem szavaknak.

## Fordítás
Ez a szócikk részben vagy egészben  a   Titin című angol Wikipédia-szócikk ezen változatának fordításán alapul.  Az eredeti cikk szerkesztőit annak laptörténete sorolja fel. Ez a jelzés csupán a megfogalmazás eredetét és a szerzői jogokat jelzi, nem szolgál a cikkben szereplő információk forrásmegjelöléseként.